# 荷田春満
荷田 春満（かだ の あずままろ、寛文9年1月3日〈1669年2月3日〉- 元文元年7月2日〈1736年8月8日〉）は、江戸時代中期の国学者・歌人。通称は羽倉斎宮（はくら いつき）。初名は信盛と称し、のちに東丸。賀茂真淵・本居宣長・平田篤胤と共に国学の四大人の一人とされる。

## 概要

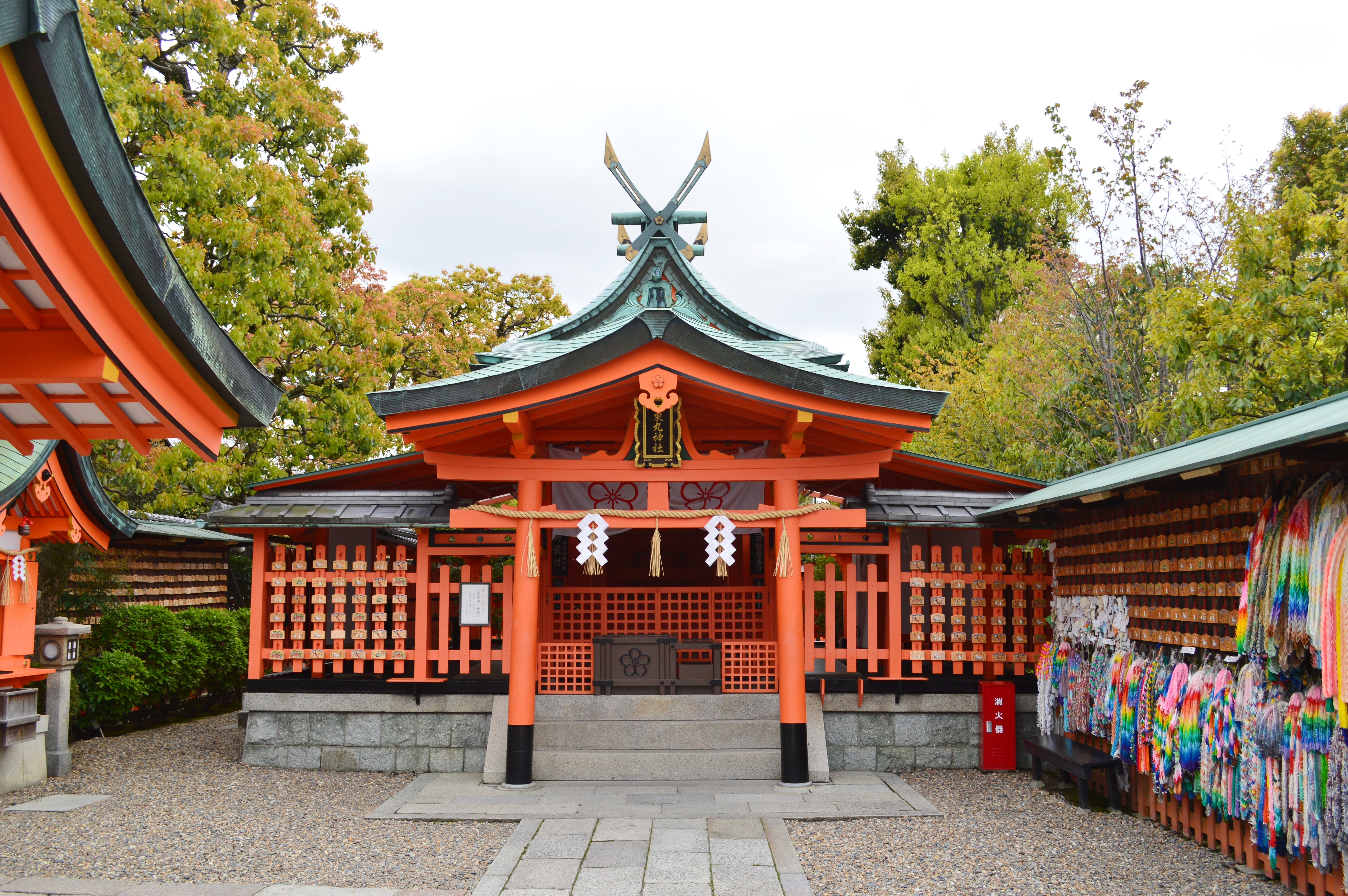
東丸神社

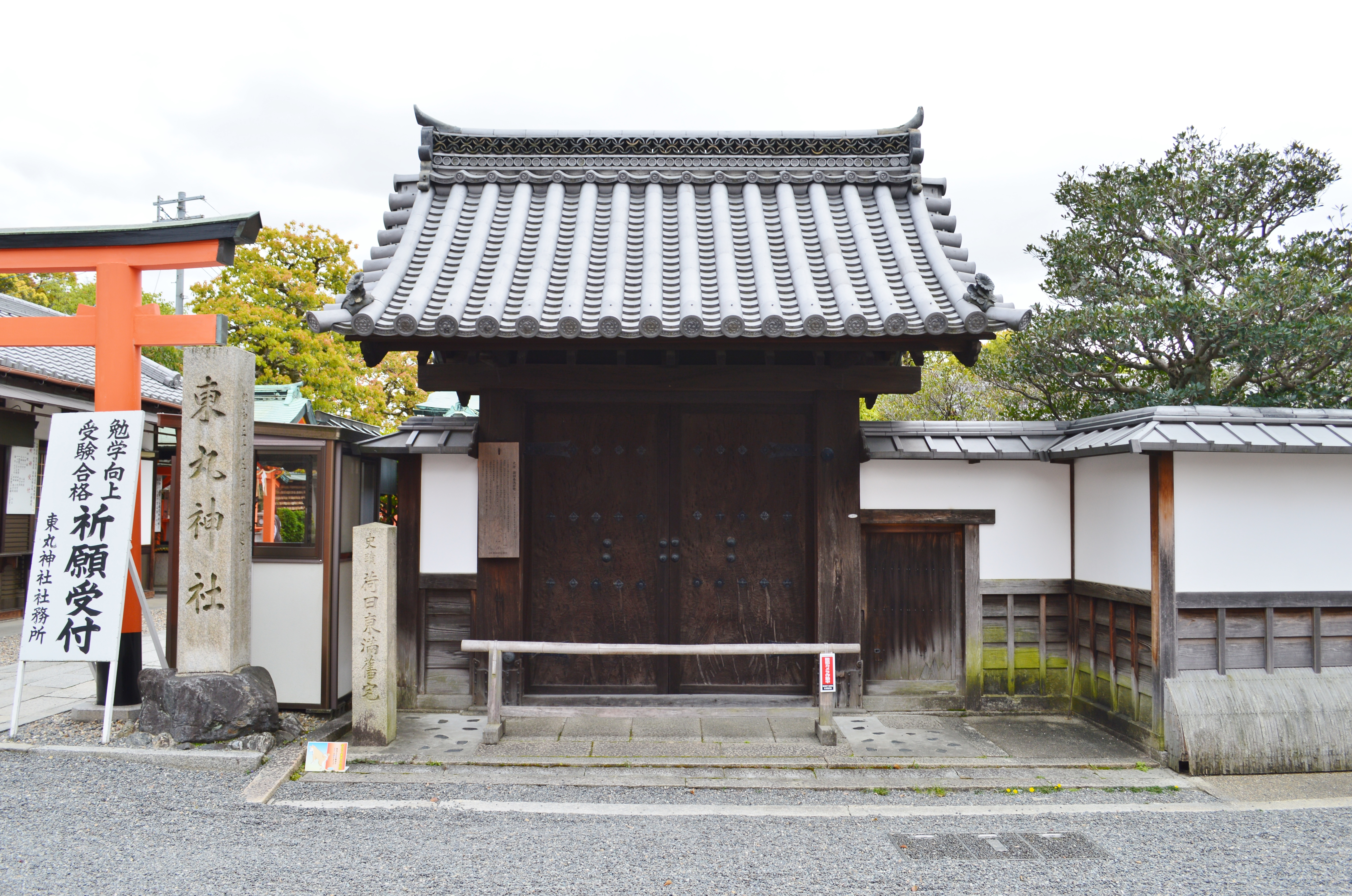
伏見稲荷大社の荷田春満旧宅

荷田春満の父は伏見稲荷神社（現在の伏見稲荷大社）の社家で御殿預職の羽倉信詮（はくら のぶあき）であり、母は細川忠興の家臣深尾氏の娘貝子である。
荷田春満は契沖の『万葉代匠記』などを学び、国家意識を強くして古典および国史を学び古道の解明を試みた結果、『万葉集』『古事記』『日本書紀』や大嘗会の研究の基礎を築き、復古神道を提唱するなどの業績を残した。享保13年（1728年）には、著作『創学校啓』を江戸幕府に献じて、将軍・徳川吉宗に国学の学校建設の必要性を訴えた。
弟子に賀茂真淵がいる。
近世らしい合理性・実証性を持ちつつ、中世風の家学を守る意識も強く、家を興そうとする気概があった人物であった。
荷田春満の著述は、業半ばで倒れたため未定稿のものが多い。主な著書に『万葉集僻案抄』『春葉集』『創学校啓』『伊勢物語童子問』などがある。

### ゆかりの地
- 東丸神社：読みは「あずままろじんじゃ」。京都市伏見区の伏見稲荷大社境内に隣接する。学問の神様で知られ、合格祈願の絵馬や折鶴が奉納されている。（画像参照）
- 国学発祥の地：神田神社の境内にある。この地は、春満が江戸に出て、初めて国学の教場を開いた場所で、国学発祥の地とされている。碑は作家今東光の撰による。

## 略歴
寛文9年に京都において神官の子として生まれる。元禄10年（1697年）より妙法院宮尭延法親王（霊元天皇第5皇子）に仕官したが、元禄12年（1699年）に暇をもらい、元禄13年（1700年）3月には勅使として江戸へ派遣された大炊御門経光に随伴して一緒に江戸へ下向した。経光は役目を終えると早々に帰京したが、春満はそのまま江戸へ残らせてもらい、江戸の武士たちに歌学や神道の教授を行うようになった。この教授によって名を知られるようになる。
正徳3年（1713年）4月に一度帰京しているが、10月に江戸へ戻る。この滞在中に長岡藩牧野家に招聘されて一度は固辞するも、老母を養うために長岡藩主牧野忠辰より五人扶持を支給された。正徳4年（1714年）8月に帰郷し、母の死後、享保7年（1722年）に江戸へ再び戻る。同年6月に富士信章の招きに応じて富士大宮に滞留し、この際に富士登山を行っている。
享保8年（1723年）徳川吉宗の上意により有職故実に関する「御尋之義一々御返答」を提出し、吉宗から祐筆の下田師古に和学を相伝すべしと命じられる。同年6月に役目を終えて帰郷。帰京後もたびたび吉宗の下問に応じていたが、享保13年（1729年）9月に養子の荷田在満が職務に当たることになった。この時期、国学の学校建設の必要性を述べた『創学校啓』を吉宗に提出した。
享保11年（1726年）に胸を患い、享保15年（1730年）には中風にかかり、元文元年（1736年）に死去した。享年68。

## 交流
- 吉良義央、吉良義周と交際があり、三家老の一人・松原宗許が春満の門下となり国学と神学を学んでいる[7][8]。
- 芝崎好尚、杉浦国頭、森暉昌などの門人を得る[2]。

## 創作・脚色
- 忠臣蔵の創作では大石良雄とは旧知の関係であったとされている。大石は、吉良義央と昵懇だった春満から吉良邸茶会が元禄15年12月14日（1703年1月30日）にあることを聞き出し、来客が泊まるようなので討ち入りは延期したほうがよいという情報だったが、この日を討ち入り決行の日と定めた。また大石は狐との間に子があり、討ち入り後の養育を春満に託した。この狐の子を祀るのが東丸神社であるとなっている。
- 史実では春満は大石とは一面識もなく、名前も互いに知らなかった。事件当日に堀部金丸宅で大石無人・良穀（三平）父子より吉良の茶会の参加者として春満の名を聞いたときが初耳だった[9]。
- 東丸神社は1883年（明治16年）、春満に正四位が贈られたのを記念して社殿を造営、創祀されたもので元禄赤穂事件よりもはるか200年近くもあとの建立である[10]。同社は「東丸大人（あずままろうし）」が祭神で、伏見稲荷大社からは独立した全く別の宗教法人である（稲荷神の神使である狐は境内に存在しない）。
- 『元禄忠臣蔵』では春満は大石良雄を嫌悪し、罵倒するキャラクターになっており、ののしりの中にうっかり吉良家のお茶会の日程情報が混ざっていたという設定になっている[11]。

## 著書
昭和3年（1928年）から昭和7年（1932年）にかけ、当時の官幣大社稲荷神社編により吉川弘文館で『荷田全集』全7巻が刊行された。平成2年（1990年）に名著普及会で復刻されている。昭和19年（1944年）に同じく稲荷神社により『荷田春満全集』（全10巻）が企画されたが、当時の情勢により第4、5、6、10巻のみ東京の六合書院で刊行された。吉川版も未完結であった。
國學院大學の百二十周年記念事業の一環として、文学部教授の根岸茂夫を代表に「近世国学の展開と荷田春満の史料的研究」の企画が立ち上がり、平成15年（2003年）6月より『新編 荷田春満全集』（全12巻）が、おうふう（旧名は桜楓社）で刊行開始、平成22年（2010年）2月に完結した。

### 全集
- 『荷田全集 第1巻』吉川弘文館、1929年。doi:10.11501/1223535。
- 『荷田全集 第2巻』吉川弘文館、1929年。doi:10.11501/1223548。
- 『荷田全集 第3巻』吉川弘文館、1929年。doi:10.11501/1223568。
- 『荷田全集 第4巻』吉川弘文館、1930年。doi:10.11501/1223584。
- 『荷田全集 第5巻』吉川弘文館、1932年。doi:10.11501/1223597。
- 『荷田全集 第6巻』吉川弘文館、1931年。doi:10.11501/1223608。
- 『荷田全集 第7巻』吉川弘文館、1931年。doi:10.11501/1223628。
  - 荷田春満、荷田在満『荷田全集 第1 - 7巻』名著普及会、1990年。
- 稲荷神社 編『荷田春満全集 第一巻』六合書院、1944年。
- 稲荷神社 編『荷田春満全集 第二巻』六合書院、1944年。
- 稲荷神社 編『荷田春満全集 第三巻』六合書院、1944年。
- 稲荷神社 編『荷田春満全集 第四巻』六合書院、1944年。
- 稲荷神社 編『荷田春満全集 第五巻』六合書院、1944年。
- 稲荷神社 編『荷田春満全集 第六巻』六合書院、1944年。
- 稲荷神社 編『荷田春満全集 第七巻』六合書院、1944年。
- 稲荷神社 編『荷田春満全集 第八巻』六合書院、1944年。
- 稲荷神社 編『荷田春満全集 第九巻』六合書院、1944年。
- 稲荷神社 編『荷田春満全集 第十巻』六合書院、1944年。
- 『新編 荷田春満全集』おうふう 2003年-2010年
  - 第1巻 書入本『古事記』 2003年
  - 第2巻（日本書紀・祝詞） 2004年
  - 第3巻（日本書紀・風土記） 2005年
  - 第4巻（日本書紀歌謡・万葉集上） 2005年
  - 第5巻（万葉集 下） 2006年
  - 第6巻（古今和歌集） 2006年
  - 第7巻（伊勢物語・百人一首） 2007年
  - 第8巻（職原抄） 2008年
  - 第9巻（律令） 2007年
  - 第10巻（国史） 2009年
  - 第11巻（語彙・アクセント資料） 2009年
  - 第12巻（創倭学校啓・和歌・創作祝詞） 2010年
- 羽倉信真 編『荷田春満歌集 上巻』淡心洞、1936年。doi:10.11501/1885591。
- 羽倉信真 編『荷田春満歌集 下巻』淡心洞、1936年。doi:10.11501/3436466。
- 『荷田春満翁二百年祭記念宝永四年日次記並書翰集』佐伯有義編、荷田春満大人二百年記念会 1937年
- 『万葉集僻案抄』久保田俊彦校訂 万葉集叢書 第2輯、臨川書店 1972年
- 『神道大系 論説編 23 復古神道 1 荷田春満』菟田俊彦校注、神道大系編纂会 1983年

## 登場する作品
- 赤穂浪士（1964年、NHK大河ドラマ） - 演：北村和夫

### 関連文献
- 北村和三郎『荷田春満大人の一生』府社東丸神社社務所、1936年。doi:10.11501/1030692。
- 三宅清『荷田春満の神祇道学』国民精神文化研究所、1940年。doi:10.11501/1914013。
- 三宅清『荷田春満』畝傍書房、1942年。doi:10.11501/1909236。
- 三宅清『荷田春満の古典学 第1巻』三宅清、1980年。doi:10.11501/12222740。
- 三宅清『荷田春満の古典学 第2巻』三宅清、1984年。doi:10.11501/12283729。
- 中村啓信編著『荷田春満書入古事記とその研究』高科書店、1992年
- 松本久史『荷田春満の国学と神道史』弘文堂〈久伊豆神社小教院叢書〉、2005年。ISBN 4335160437
- 中澤伸弘『やさしく読む国学』戎光祥出版、2006年。ISBN 4900901709
- 城崎陽子『近世国学と万葉集研究』おうふう、2009年。ISBN 9784273035280
- 渡邉卓『『日本書紀』受容史研究：国学における方法』笠間書院、2012年。ISBN 9784305705792
- 國學院大學日本文化研究所編『歴史で読む国学』ぺりかん社、2022年。ISBN 9784831516114
- 内野吾郎 (1987). “荷田春満の業績と史的位置”. 國學院雜誌 (國學院大學) 88（963） (6):  1-16頁.